# Глисон, Брендан
Бре́ндан Гли́сон (англ. Brendan Gleeson; род. 29 марта 1955, Дублин, Ирландия) — ирландский актёр театра, кино, телевидения, а также режиссёр, сценарист и музыкант (скрипач, мандолинист). Номинант на «Оскар», «Золотой глобус» и BAFTA, а также лауреат премии «Эмми». Отец актёров Брина и Донала Глисонов.

## Биография

### Ранняя жизнь
Родился и вырос в Дублине. После окончания школы учился в Дублинском университетском колледже, затем в Королевской академии драматического искусства в Лондоне. После окончания учёбы играл в лондонских театрах, получил известность своими ролями в постановках пьес Шекспира и Чехова.
Позднее вернулся в Дублин, где работал школьным учителем, преподавал английский язык и драматическое искусство.

### Карьера

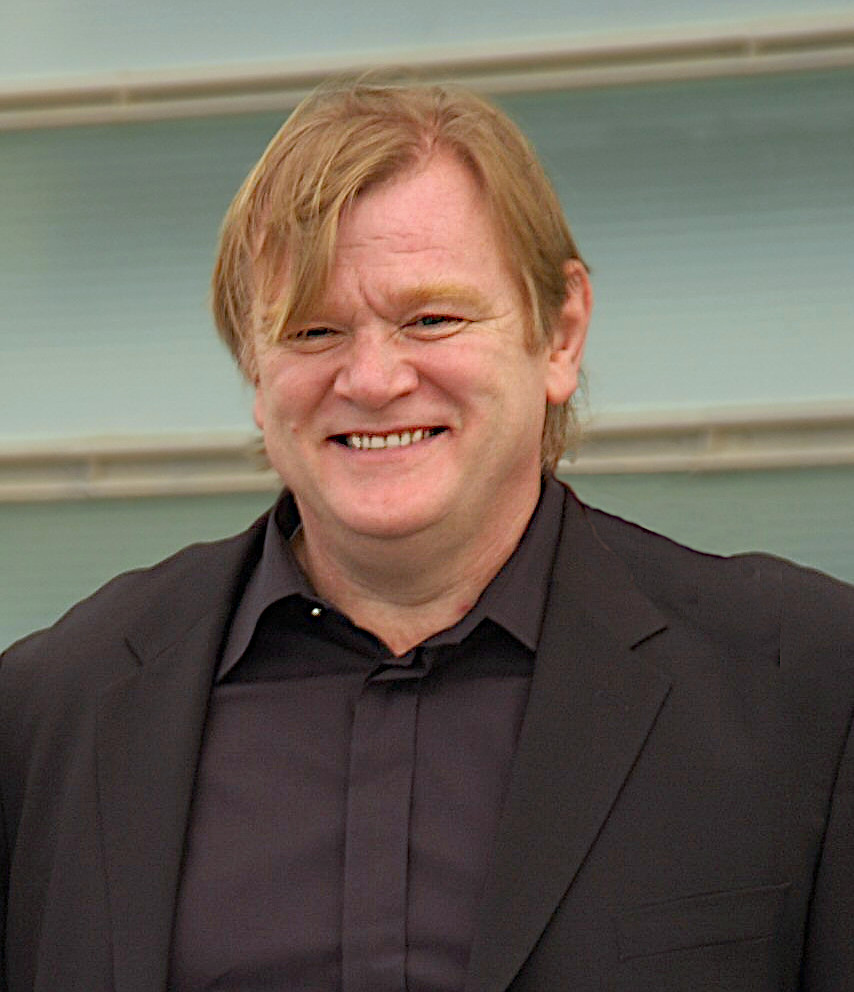
Брендан Глисон в 2005 году.

Брендан Глисон дебютировал в кино довольно поздно — в 34 года, сыграв небольшую роль в ирландской драме Джима Шеридана «Поле» в 1990 году. После немалого количества ролей второго плана в различных фильмах, его замечает начинающий тогда режиссёр Мел Гибсон и предлагает ему роль Хэмиша Кемпбелла в исторической военной драме «Храброе сердце». С этого и начинается карьера актёра в Голливуде. В фильме «Генерал» актёр создал яркий образ знаменитого ирландского преступника Мартина Кэхилла — эта роль была замечена критиками. Вскоре Глисон начал появляться и в крупнобюджетных проектах знаменитых кинорежиссёров — таких как «Миссия невыполнима 2» Джона Ву, «Искусственный разум» Стивена Спилберга, «28 дней спустя» Дэнни Бойла, «Банды Нью-Йорка» Мартина Скорсезе, «Холодная гора» Энтони Мингеллы, «Троя» Вольфганга Петерсона, «Царство небесное» Ридли Скотта и, наконец, франшиза о Гарри Поттере, где он сыграл волшебника Аластора «Грозного глаза» Грюма.
Всемирную славу Глисону принесла чёрная трагикомедия «Залечь на дно в Брюгге», где актёр сыграл наёмного убийцу Кена. Эту роль кинокритики посчитали лучшей в карьере Глисона, она принесла актёру первые номинации на премию «Золотой глобус» и премию Британской киноакадемии. В 2010 году актёр снова номинировался на те же две премии, а также получил премию «Эмми» в категории «Лучшая мужская роль в телефильме» за роль премьер-министра Великобритании Уинстона Черчилля в фильме «Навстречу шторму». В 2012 году очередную номинацию на «Золотой глобус» приносит роль ирландского полицейского Джерри Бойла в фильме «Однажды в Ирландии». Роль отца Джеймса Лавелля в психологической драме «Голгофа» принесла актёру номинацию на премию Европейской киноакадемии.
За работу в фильме «Банши Инишерина» в 2023 году был номинирован на «Оскар» за лучшую мужскую роль второго плана, также на премии «Золотой глобус» и BAFTA в аналогичных номинациях.

### Личная жизнь
Брендан женат на Мэри Вэлдн с 1982 года. У актёра четверо сыновей: Донал, Фергус, Брин и Рори. Брин и Донал Глисоны — тоже актёры.
Брат Барри Глисон — известный певец.
Брендан увлекается игрой на скрипке и мандолине. В нескольких своих ролях он действительно музицирует на скрипке, а в «Балладе Бастера Скраггса» братьев Коэн ещё и поёт ирландскую песню The Unfortunate Rake.
Артист свободно владеет ирландским языком и является сторонником его широкого использования.

## Избранная фильмография
| Год  |    | Русское название                    | Оригинальное название                        | Роль                             |
| ---- | -- | ----------------------------------- | -------------------------------------------- | -------------------------------- |
| 1990 | тф | Поле                                | The Field                                    | рабочий карьера                  |
| 1992 | ф  | Далеко-далеко                       | Far and Away                                 | полицейский из социального клуба |
| 1993 | тф | Шустрая                             | The Snapper                                  | Лестер                           |
| 1995 | ф  | Храброе сердце                      | Braveheart                                   | Хэмиш Кемпбелл                   |
| 1997 | ф  | Турбулентность                      | Turbulence                                   | Стаббс                           |
| 1998 | ф  | Генерал                             | The General                                  | Мартин Кэхилл                    |
| 1999 | ф  | Лэйк Плэсид: Озеро страха           | Lake Placid                                  | шериф Хэнк Кео                   |
| 2000 | ф  | Миссия невыполнима 2                | Mission: Impossible II                       | МакКлой                          |
| 2000 | ф  | История о Гарри                     | Wild About Harry                             | Гарри МакКи                      |
| 2001 | ф  | Искусственный разум                 | Artificial Intelligence: AI                  | Лорд Джонсон-Джонсон             |
| 2001 | ф  | Портной из Панамы                   | The Tailor of Panama                         | Микки                            |
| 2002 | ф  | 28 дней спустя                      | 28 Days Later...                             | Фрэнк                            |
| 2002 | ф  | Банды Нью-Йорка                     | Gangs of New York                            | Уолтер «Монах» МакГинн           |
| 2003 | ф  | Холодная гора                       | Cold Mountain                                | Стоброд Тьюс                     |
| 2004 | ф  | Троя                                | Troy                                         | Менелай                          |
| 2004 | ф  | Таинственный лес                    | The Village                                  | Август Николсон                  |
| 2004 | ф  | Шестизарядник                       | Six Shooter                                  | Доннели                          |
| 2005 | ф  | Завтрак на Плутоне                  | Breakfast on Pluto                           | Джон Джо Кенни                   |
| 2005 | ф  | Царство небесное                    | Kingdom of Heaven                            | Рено де Шатильон                 |
| 2005 | ф  | Гарри Поттер и Кубок огня           | Harry Potter and the Goblet of Fire          | Аластор «Грозный глаз» Грюм      |
| 2007 | ф  | Гарри Поттер и Орден Феникса        | Harry Potter and the Order of the Phoenix    | Аластор «Грозный глаз» Грюм      |
| 2007 | ф  | Беовульф                            | Beowulf                                      | Виглаф                           |
| 2008 | ф  | Залечь на дно в Брюгге              | In Bruges                                    | Кен                              |
| 2009 | ф  | Щедрость Перрье                     | Perrier’s Bounty                             | Перье                            |
| 2009 | тф | Навстречу шторму                    | Into the Storm                               | Уинстон Черчилль                 |
| 2010 | ф  | Не брать живым                      | Green Zone                                   | Мартин Браун                     |
| 2010 | ф  | Гарри Поттер и Дары Смерти. Часть 1 | Harry Potter and the Deathly Hallows: Part 1 | Аластор «Грозный глаз» Грюм      |
| 2011 | ф  | Однажды в Ирландии                  | The Guard                                    | Джерри Бойл                      |
| 2011 | ф  | Таинственный Альберт Ноббс          | Albert Nobbs                                 | доктор Холлоран                  |
| 2012 | ф  | Код доступа «Кейптаун»              | Safe House                                   | Дэвид Барлоу                     |
| 2012 | ф  | Ворон                               | The Raven                                    | капитан Гамильтон                |
| 2012 | ф  | Грязные игры                        | The Company You Keep                         | Генри Осборн                     |
| 2013 | ф  | Смурфики 2                          | The Smurfs 2                                 | Виктор Дойл                      |
| 2013 | ф  | Большая афера                       | The Grand Seduction                          | Мюррей Френч                     |
| 2014 | ф  | Голгофа                             | Calvary                                      | отец Джеймс                      |
| 2014 | ф  | Грань будущего                      | Edge of Tomorrow                             | генерал Бригхэм                  |
| 2014 | ф  | Обитель проклятых                   | Stonehearst Asylum                           | психиатр                         |
| 2015 | ф  | В сердце моря                       | In the Heart of the Sea                      | старый Томас Никерсон            |
| 2015 | ф  | Суфражистка                         | Suffragette                                  | Стид                             |
| 2016 | ф  | Кредо убийцы                        | Assassin's Creed                             | Джозеф                           |
| 2016 | ф  | Закон ночи                          | Live by Night                                | Томас Коглин                     |
| 2016 | ф  | Одни в Берлине                      | Alone in Berlin                              | Отто Квангель                    |
| 2016 | ф  | Афера по-английски                  | Trespass Against Us                          | Колби Катлер                     |
| 2017 | ф  | Хэмстед                             | Hampstead                                    | Дональд Хорнер                   |
| 2017 | с  | Мистер Мерседес                     | Mr. Mercedes                                 | детектив Билл Ходжес             |
| 2017 | ф  | Приключения Паддингтона 2           | Paddington 2                                 | Кастет Макгинти                  |
| 2018 | ф  | Баллада Бастера Скраггса            | The Ballad of Buster Scruggs                 | ирландец (Кларенс)               |
| 2019 | ф  | Фрэнки                              | Frankie                                      | Джимми                           |
| 2020 | тф | Правило Коми                        | The Comey Rule                               | Дональд Трамп                    |
| 2021 | ф  | Трагедия Макбета                    | The Tragedy of Macbeth                       | король Дункан                    |
| 2022 | ф  | Банши Инишерина                     | The Banshees of Inisherin                    | Колм Доэрти                      |
| 2024 | ф  | Джокер: Безумие на двоих            | Joker: Folie à Deu                           | охранник Джеки Салливан          |
| 2025 | ф  | Я значит Ястреб                     | H Is For Hawk                                |                                  |
|      | с  | Хорошая дочь                        | The Good Daughter                            | Расти                            |
|      | с  | Паук-Нуар                           | Spider-Noir                                  |                                  |

## Награды и номинации
Полный список наград и номинаций на IMDb.

### Награды
- Премия «Эмми»
  - 2009 — лучшая мужская роль (мини-сериал или фильм), за фильм «Навстречу шторму»

### Номинации
- «Оскар»
  - 2023 — лучшая мужская роль второго плана, за фильм «Банши Инишерина»
- «Золотой глобус»
  - 2012 — лучшая мужская роль (комедия или мюзикл), за фильм «Однажды в Ирландии»
  - 2010 — лучшая мужская роль (мини-сериал или телефильм), за фильм «Навстречу шторму»
  - 2009 — лучшая мужская роль (комедия или мюзикл), за фильм «Залечь на дно в Брюгге»
  - 2023 — лучшая мужская роль второго плана, за фильм «Банши Инишерина»
- BAFTA
  - 2010 — лучшая мужская роль на TV, за фильм «Навстречу шторму»
  - 2009 — лучшая мужская роль второго плана, за фильм «Залечь на дно в Брюгге»
  - 2023 — лучшая мужская роль второго плана, за фильм «Банши Инишерина»
- Премия Европейской киноакадемии
  - 2014 — лучший актёр, за фильм «Голгофа»